# Mladějovice
Mladějovice (in tedesco Bladowitz) è un comune della Repubblica Ceca facente parte del distretto di Olomouc, nella regione di Olomouc.